# Płużnica Wielka
Płużnica Wielka (niem. Groß Pluschnitz) – wieś w Polsce położona w województwie opolskim, w powiecie strzeleckim, w gminie Strzelce Opolskie. W latach 1975–1998 miejscowość administracyjnie należała do ówczesnego województwa opolskiego.
Niedaleko na wschód, lecz już w województwie śląskim leży Płużniczka, zwana dawniej Płużnicą Małą. 

## Nazwa
W alfabetycznym spisie miejscowości na terenie Śląska wydanym w 1830 roku we Wrocławiu przez Johanna Knie wieś występuje pod polską nazwą Plusznica, oraz dwiema niemieckimi nazwami Groß Pluschnitz i Klein Pluschnitz. Spis wymienia również inne części wsi jak Czerwona grobla oraz Grabina.
Ze względu na polskie pochodzenie nazwy w 1936 roku nazistowska administracja III Rzeszy zmieniła nazwę na nową, całkowicie niemiecką - Marklinden, którą nosiła do roku 1945.

## Zabytki
Do wojewódzkiego rejestru zabytków wpisane są:
- kościół par. pw. Nawiedzenia NMP, z 1300 r., XVI w., XVIII/XIX w.
- zespół pałacowy, z k. XIX w.:
  - Pałac w Płużnicy Wielkiej
  - park.

## Osoby związane z miejscowością
- Józef Kusz - urodził się w Płużnicy Wielkiej, polski fizyk, specjalizujący się w fizyce doświadczalnej i plazmie niskotemperaturowej
- ks. Leopold Moczygemba - oraz inni emigranci pochodzą ze wsi, założyli oni m.in. miejscowość Panna Maria w Teksasie. Potomkowie emigrantów poszukują swoich korzeni, w czym pomaga im ks. Franciszek Kurzaj.